# Leichtathletik-Länderkampf der Männer 1939 Luxemburg – Deutschland
| 3. Leichtathletik-Länderkampf mit deutscher Beteiligung 1939 | 3. Leichtathletik-Länderkampf mit deutscher Beteiligung 1939 |               |
| ------------------------------------------------------------ | ------------------------------------------------------------ | ------------- |
|                                                              |                                                              |               |
| Ländervergleich der Männer: Luxemburg – Deutschland          |                                                              |               |
| Austragungsort                                               | Esch                                                         |               |
| Wettbewerbe                                                  | 13                                                           |               |
| Datum                                                        | 2. Juli 1939                                                 |               |
| 1. GER 2. LUX                                                | 94 Punkte 41 Punkte                                          |               |
| Chronik                                                      |                                                              |               |
| ← GER-FRA (M)                                                | DNK-GER (M) →                                                | DNK-GER (M) → |

Im dritten Vergleich des Länderkampfjahres 1939 gab es ein Aufeinandertreffen mit dem Premierengegner Luxemburg. Ausgetragen wurde die Begegnung am 2. Juli in der luxemburgischen Stadt Esch. Parallel zu diesem Länderkampf wurden am selben Tag zwei weitere Begegnungen veranstaltet, sodass die deutsche Männermannschaft wieder einmal drei unterschiedliche Teams zusammenstellen musste.

## Wettbewerbe und Modus
Der Länderkampf wurde mit dem nicht ganz kompletten Programm wie gegen Frankreich durchgeführt. Zusätzlich zu den in der Begegnung mit Frankreich nicht ausgetragenen Rennen über 10.000 Meter, und 400 Meter Hürden sowie dem Dreisprung und dem Hammerwurf waren auch der 110-Meter-Hürdenlauf und der Stabhochsprung nicht Teil des Programms. Die Einzeldisziplinen wurden nach dem später üblichen System gewertet: Pl. 1: 5 P, Pl. 2: 3 P, …, Pl. 4: 1 P. In der Staffel gab es fünf zu drei Punkte.

## Ergebnis
Luxemburgs Athleten konnten keinen einzigen Wettbewerb für sich entscheiden. Außer im Hoch- und Weitsprung gab es sogar in allen Einzeldisziplinen deutsche Doppelsiege. Damit ging der Länderkampf ausgesprochen deutlich an die deutschen Sportler. 94 zu 41 Punkte lautete das Endresultat.

## Legende
Kurze Übersicht zur Bedeutung der Symbolik – so üblicherweise auch in sonstigen Veröffentlichungen verwendet:
| DNF   | nicht im Ziel (did not finish) |
| k. A. | keine Angabe                   |

## Resultate

### 100 m
| Platz | Athlet          | Land | Zeit (s) |
| ----- | --------------- | ---- | -------- |
| 1     | Theo Vogelsang  | GER  | 11,0     |
| 2     | Heinz Konze     | GER  | 11,1     |
| 3     | François Mersch | LUX  | k. A.    |
| 4     | Link            | LUX  | k. A.    |

### 200 m
| Platz | Athlet           | Land | Zeit (s) |
| ----- | ---------------- | ---- | -------- |
| 1     | Heinz Konze      | GER  | 23,0     |
| 2     | Hubert Schneider | GER  | 23,1     |
| 3     | Zuang            | LUX  | k. A.    |
| 4     | Fratoni          | LUX  | k. A.    |

### 400 m
| Platz | Athlet           | Land | Zeit (s) |
| ----- | ---------------- | ---- | -------- |
| 1     | Fritz Eisermann  | GER  | 50,6     |
| 2     | Heinz Schumacher | GER  | 50,8     |
| 3     | Fonck            | LUX  | k. A.    |
| 4     | Mey              | LUX  | k. A.    |

### 800 m
| Platz | Athlet           | Land | Zeit (min)                          |
| ----- | ---------------- | ---- | ----------------------------------- |
| 1     | Hans Brandscheit | GER  | 1:53,8                              |
| 2     | Fritz Bott       | GER  | k. A.                               |
| 3     | Dennemeyer       | LUX  | k. A.                               |
| DNF   | 2. Läufer        | LUX  | nach 100 m wegen Zerrung aufgegeben |

### 1500 m
| Platz | Athlet        | Land | Zeit (min) |
| ----- | ------------- | ---- | ---------- |
| 1     | Helmuth Becht | GER  | 3:59,8     |
| 2     | Karl Krämer   | GER  | k. A.      |
| 3     | Schmit        | LUX  | k. A.      |
| 4     | Jean Deloge   | LUX  | k. A.      |

### 5000 m
| Platz | Athlet           | Land | Zeit (min) |
| ----- | ---------------- | ---- | ---------- |
| 1     | Max Syring       | GER  | 14:40,0    |
| 2     | Wilhelm Adams    | GER  | k. A.      |
| 3     | Mischer Medinger | LUX  | k. A.      |
| 4     | Charles Heirendt | LUX  | k. A.      |

### 4 × 100 m Staffel
| Platz | Besetzung       | Land                                                              | Zeit (s) |
| ----- | --------------- | ----------------------------------------------------------------- | -------- |
| 1     | Deutsches Reich | Hubert Schneider Theo Vogelsang Heinz Konze Heinz-Wilhelm Salland | 43,0     |
| 2     | Luxemburg       | Nau Link Fratoni François Mersch                                  | 45,6     |

### 4 × 400 m Staffel
| Platz | Besetzung       | Land                                                           | Zeit (min) |
| ----- | --------------- | -------------------------------------------------------------- | ---------- |
| 1     | Deutsches Reich | Fritz Eisermann Walter Brill Heinz Schumacher Hans Brandscheit | 3:30,0     |
| 2     | Luxemburg       | Zuang Fonck Mey Nau                                            | 3:41,0     |

### Hochsprung
| Platz | Athlet        | Land      | Höhe (m) |
| ----- | ------------- | --------- | -------- |
| 1     | Kurt Böhmer   | GER       | 1,85     |
| 2     | J. Wege       | Luxemburg | 1,80     |
| 3     | Schleimer     | Luxemburg | 1,75     |
| 4     | Mathias Rasky | GER       | 1,70     |

### Weitsprung
| Platz | Athlet           | Land      | Weite (m) |
| ----- | ---------------- | --------- | --------- |
| 1     | Paul Witte       | GER       | 7,20      |
| 2     | François Mersch  | Luxemburg | 7,19      |
| 3     | Siegfried Lettau | GER       | 6,90      |
| 4     | Klees            | Luxemburg | 6,26      |

### Kugelstoßen
| Platz | Athlet         | Land      | Weite (m) |
| ----- | -------------- | --------- | --------- |
| 1     | Karl Jansen    | GER       | 15,14     |
| 2     | Johann Wotapek | GER       | 14,70     |
| 3     | Jean Wagner    | Luxemburg | 14,16     |
| 4     | Oselbinger     | Luxemburg | 13,23     |

### Diskuswurf
| Platz | Athlet         | Land      | Weite (m) |
| ----- | -------------- | --------- | --------- |
| 1     | Johann Wotapek | GER       | 48,19     |
| 2     | Karl Jansen    | GER       | 45,36     |
| 3     | Jean Wagner    | Luxemburg | 43,47     |
| 4     | Oselbinger     | Luxemburg | 36,32     |

### Speerwurf
| Platz | Athlet          | Land      | Weite (m) |
| ----- | --------------- | --------- | --------- |
| 1     | Karl-Heinz Berg | GER       | 64,88     |
| 2     | Johannes Böder  | GER       | 61,37     |
| 3     | Beicht          | Luxemburg | 54,17     |
| 4     | Faber           | Luxemburg | 43,70     |

## Weblink
- Leichtathletik, Einen Dreifrontenkampf. In: Revalsche Zeitung vom 3. Juli 1939, Nr. 146, abgerufen am 2. Juni 2024